# Курбанов Руслан Ремзієвич
Руслан Ремзієвич Курбанов (17 вересня 1991, Усть-Каменогорськ, Казахстан) — казахський фехтувальник на шпагах, бронзовий призер чемпіонату світу, чемпіон Азії, призер Азійських ігор, учасник Олімпійських ігор 2020 та 2024 років.

## Виступи на Олімпіадах
| Олімпіада  | Дисципліна          | Місце |
| ---------- | ------------------- | ----- |
| Токіо 2020 | індивідуальна шпага | 12    |
| Париж 2024 | індивідуальна шпага | 6     |
| Париж 2024 | командна шпага      | 6     |